# Vierzon
Vierzon je mesto in občina v osrednji francoski regiji Center, podprefektura departmaja Cher. Leta 2010 je mesto imelo 26.946 prebivalcev.

## Geografija
Kraj leži v pokrajini Berry ob kanalu Berry, reki Cher in njenem pritoku Yèvre, 40 km severozahodno od Bourgesa.

## Uprava
Vierzon je sedež dveh kantonov:
- Kanton Vierzon-1 (del občine Vierzon),
- Kanton Vierzon-2 (del občine Vierzon, občine Massay, Méry-sur-Cher, Nançay, Neuvy-sur-Barangeon, Saint-Hilaire-de-Court, Saint-Laurent, Thénioux, Vignoux-sur-Barangeon, Vouzeron).

Mesto je prav tako sedež okrožja, v katerega so poleg njegovih dveh vključeni še kantoni Argent-sur-Sauldre, Aubigny-sur-Nère, La Chapelle-d'Angillon, Graçay, Lury-sur-Arnon in Mehun-sur-Yèvre s 71.271 prebivalci.

## Zgodovina
Mesto Vierzon je bilo skupaj z gradom leta 1196 požgano s strani Angležev pod Rihardom Levjesrčnim, prav tako med stoletno vojno pod vojsko Črnega princa. Du Guesclin je leta 1370 vrnil Vierzon k francoski kroni, mesto pa je postalo središče oskrbovanja vojske Ivane Orleanske.
V času verskih vojn je ostal katoliški. Francoska revolucija
mestu ni prinesla velikih pretresov, vendar je Vierzon plačal visoko ceno v kasnejših vojnah.

## Zanimivosti
- Notredamska cerkev, grajena od 12. do 15. stoletja, z relikvijami sv. Perpetue,
- stražni stolp (12. stoletje),
- Musée des Fours Banaux,
- vrtovi Les jardins de Vierzon v središču mesta .

## Pobratena mesta
- Barcelos Portugalska,
- Bitterfeld (Saška - Anhalt, Nemčija),
- Develi (Osrednja Anatolija, Turčija),
- Dongxihu (Hubei, Ljudska republika Kitajska),
- El Jadida (Maroko),
- Hereford (Anglija, Združeno kraljestvo),
- Kahalé (Libanon),
- Kamienna Gora (Spodnješlezijsko vojvodstvo, Poljska),
- Miranda de Ebro (Kastilija in Leon, Španija),
- Rendsburg (Schleswig-Holstein, Nemčija),
- Sig (Alžirija),
- Ronvaux (departma Meuse),
- Wittelsheim (departma Haut-Rhin).